# عمر أفندي
عمر أفندي هي شركة حكومية مصرية وسلسلة متاجر تابعة للشركة القابضة للسياحة والفنادق والتجارة، إحدى شركات وزارة قطاع الأعمال العام، تعمل في تجارة التجزئة، أنشأت سنة 1856 في القاهرة على يد عائلة «أودلف أوروزدي» النمساوية الأصل، تحت اسم أورزدي باك (بالإنجليزية: Orosdi Back)‏، يقع مقرها الرئيسي في شارع عبد العزيز وسط العاصمة المصرية القاهرة، تعتبر أحد أكبر شركات تجارة التجزئة في مصر إذ تمتلك 82 فرع في مختلف محافظات الجمهورية، وتعاني حاليًا من تراكم المديونيات بالإضافة إلى تهالك العديد من فروعها.

## التاريخ
يعود تاريخ تأسيس الشركة إلى سنة 1856 في عهد محمد سعيد باشا وذلك على يد عائلة «أودلف أوروزدي»، بدأت أول فروعها وهو مقرها الرئيسي في شارع عبد العزيز وسط العاصمة المصرية القاهرة لتلبية احتياجات العملاء من المصريين والأجانب، وصممه المعماري راؤول براندن علي طراز الروكوكو وهو مكون من ستة طوابق، لمع صيت الشركة كواحدة من أشهر السلاسل التجارية في العالم بعد أن اشتراها أحد أثرياء مصر اليهود سنة 1921 وأطلق عليها اسم «عمر أفندي»، حتى قام الرئيس جمال عبد الناصر بتأميمها سنة 1957،
شهد سنة 1967 تحويل شركة عمر أفندي إلى شركة مساهمة مصرية تتبع الشركة القابضة للتجارة، التي لم يعد لها وجود الآن وتفرقت شركاتها على الشركة القومية للتشييد والتعمير والشركة القابضة للتجارة، وحصر القرار الجمهوري أنشطة الشركة في الاتجار بجميع أنواع السلع، وسائل النقل الخفيف، التصدير، الاستيراد الوكالة التجارية، التصنيع الجزئي، ولها الحق في المشاركة في تكوين شركات مصرية أو أجنبية تباشر نشاطها في الداخل أو الخارج وكذلك القيام بأى نشاط يتعلق بأغراض الشركة، واستمرت الشركة في العمل إلى أن بدأت الحكومة المصرية في عهد حسني مبارك في الخصخصة الجزئية لفروعها، وذلك ضمن برنامج واسع لخصخصة شركات قطاع الأعمال العام شمل أكثر من 140 شركة.
في سنة 2004 قام وزير قطاع الأعمال العام مختار خطاب بطرح فروع عمر أفندي للقطاع الخاص للمشاركة في إدارة بعض الفروع بالكامل مثل فرع الفيوم لصالح شركة النساجون الشرقيون، فرع الجامعة العمالية لصالح شركة «الخزف والصيني»، فرع 26 يوليو لصالح «المركز المصري للهندسة والتجارة» وفرع ثروت لصالح «شركة مصر إيطاليا للملابس الجاهزة» وفي سنة 2005 أعلنت الحكومة عن بيع الشركة لصالح شركة «أنوال» المملوكة لرجل الأعمال السعودي جميل القنيبط بقيمة 560 مليون جنيه.
أثار قرار البيع العديد من الانتقادات، حيث كانت مبيعاتها السنوية تتراوح مابين 360 و380 مليون جنيه مصري وهي تمثل 50% من حجم المبيعات التي كانت تحققها في السنوات السابقة، وبالرغم أن المستثمر تعهد بأن يضاعف مبيعات الشركة لـ 720 مليون جنيه مصري في العام الثاني، ثم مليار جنيه مصري في العام الثالث، و1.5 مليار جنيه مصري في العام الرابع إلا أن النتائج جاءت عكسية حيث تراجعت مبيعات سنة 2007 لتصل إلى 180 مليون جنيه مصري، ثم 90 مليون جنيه مصري في 2008، و30 مليون جنيه مصري في 2009، إلى أن بلغت صفر في العام الرابع. ووفقاً للتصريحات الحكومية فإن المستثمر السعودي تعمد عدم تشغيل الشركة مما أدى إلى انهيارها بهدف تحويل فروعها لأصول عقارية.
قبيل ثورة 25 يناير 2011، قضت محكمة القضاء الإداري بعودة الشركة مرة أخرى للدولة ممثلة في الشركة القومية للتشييد والتعمير، وبالرغم من ترحيب الشركة القومية للتشييد والتعمير بعودة عمر أفندي إلا أنها أكدت صعوبة تشغيلها نظراً لعدم توافر السيولة المالية اللازمة لإحياء فروعها مرة أخرى، حيث تحتاج عمر أفندي لضخ استثمارات تتجاوز قيمتها الـ 500 مليون جنيه مصري على مدار 4 سنوات للخروج من الخسارة التي تعاني منها والتي بلغت نحو 830 مليون جنيه مصري، منها 83 مليون جنيه مصري للموردين، و160 مليون جنيه مصري للبنوك، وبالرغم من أن الشركة القومية للتشييد والتعمير كانت تعترض على طرح فروع الشركة للقطاع الخاص لتشغيلها إلا أن إدارة الشركة قامت بالفعل بطرح عدد من الفروع ولكن لم يتقدم أحد لتأجيرها نظراً لتراكم المديونيات فضلا عن وجود نزاع تحكيم دولي بين جميل القنيبط والحكومة المصرية.
في 28 يناير 2014 أصدرت محكمة القاهرة الاقتصادية حكمًا يقضى برفض دعوى إشهار إفلاس شركة عمر أفندي المقامة ضدها من بنك مصر، وعدد من الشركات الموردة، لمديونتها بمبلغ 600 مليون جنيه مصري، واستأنف الدائنين الحكم، وفي 1 أغسطس 2013 أصدرت المحكمة الإدارية العليا، حكمًا نهائيًا ببطلان بيع 90% من أسهم شركة عمر أفندي، وبطلان خصخصتها وإعادتها للدولة، ورفضت المحكمة الطعون المقدمة من جميل القنبيط، ومؤسسة التمويل الدولية، وبنك عودة، والبنك الأهلي المتحد، على حكم محكمة القضاء الإداري الصادر ببطلان البيع، وذلك بعد إصدار هيئة مفوضي الدولة بالمحكمة الإدارية العليا توصية بتأييد حكم القضاء الإداري، وإصدار حكم نهائي بإعادتها للدولة، ورفض جميع الطعون المقامة من جميل القنبيط والحكومة المصرية.
على إثر الحكم القضائي طالب جميل القنبيط الحكومة المصرية باسترداد رأس المال الذي استثمره في عمر أفندي عند تخصيصها والتي بلغت نسبة 85% وبمبلغ 950 مليون جنيه، وفي 4 يوليو 2011 أيدت محكمة القضاء الإداري حكمها السابق الذي يقضي ببطلان عقد بيع الشركة المبرم بين الحكومة وجميل القنيبط، حيث قضت المحكمة بعدم قبول طلب مؤسسة التمويل الدولية التابعة للبنك الدولي بوقف تنفيذ الحكم، وفي 7 مايو 2011 أصدرت محكمة القضاء الإداري بمجلس الدولة، حكمًا ببطلان وإلغاء عقد بيع 90% من شركة عمر أفندى إلى شركة أنوال، وبطلان المادة 20 من الوارد بالعقد الخاصة بإجراءات التحكيم وإعادة المتعاقدين إلى الحالة التي كانت عليها قبل عقد الصفقة، كما قررت استرداد الدولة لجميع أصول وفروع الشركة مطهرة من كل الديون وإعادة العاملين إلى سابق أوضاعهم مع منحهم كامل مستحقاتهم عن الفترة منذ إبرام العقد وحتى تنفيذ الحكم، وتحمل المشترى وحده كامل الديون والمستلزمات خلال نفاذ العقد، وبطلان البيع الذي تم منه.
أحالت المحكمة جميع الأوراق، التي حصلت عليها وأصدرت الحكم، إلى كل جهات التحقيق ممثلة في النيابة العامة ونيابة الأموال العامة والكسب غير المشروع والنيابة التجارية، وبين المدعي أن البيع تم نظير مبلغ 590 مليون جنيه وذلك مقابل جميع فروع الشركة البالغ عددها 82 فرع على مستوى الجمهورية في حين يصل سعر أحد الفروع فقط وهو فرع أحمد عبد العزيز إلى أكثر من 700 مليون جنيه وحده وذلك لأن مساحة هذا الفرع 700 متر مربع وسعر المتر في هذه المنطقة لا يقل عن 100 ألف جنيه وكذلك فرع المحلة الكبرى الذي لا يقل سعر متر الأرض فيه عن 60 ألف جنيه هذا بالإضافة إلى فروع شارع مراد والإسكندرية وباقى الفروع الأخرى التي شيدت بأفضل المناطق على مستوى الجمهورية وقيمة أراضى الفروع فقط لا تقل أبدا عن 4 مليارات جنيه على الأقل.

## معرض الصور

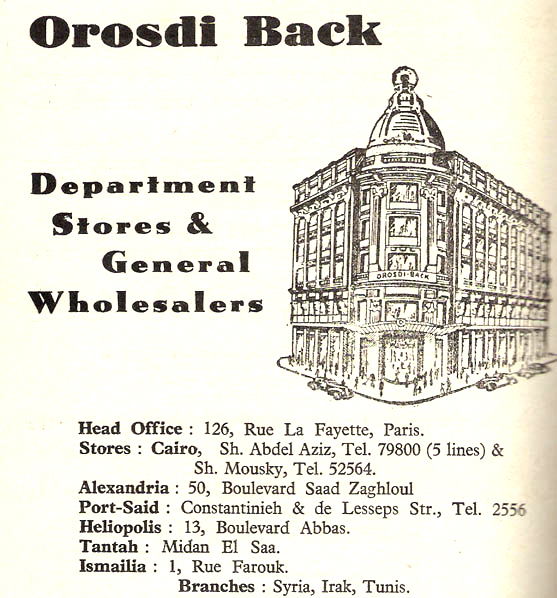
إعلان أورزدي باك.
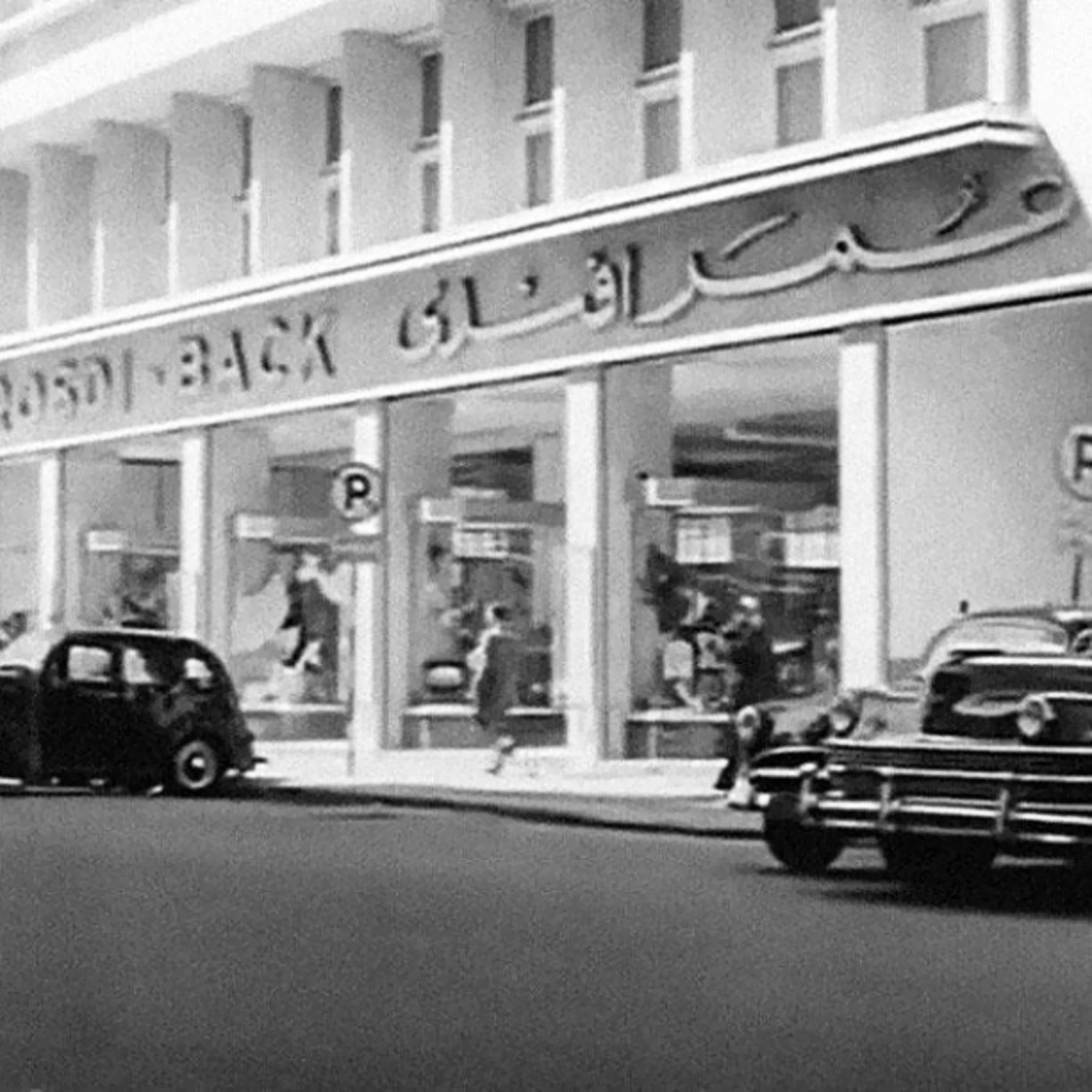
أحد الفروع بالقاهرة سنة 1940
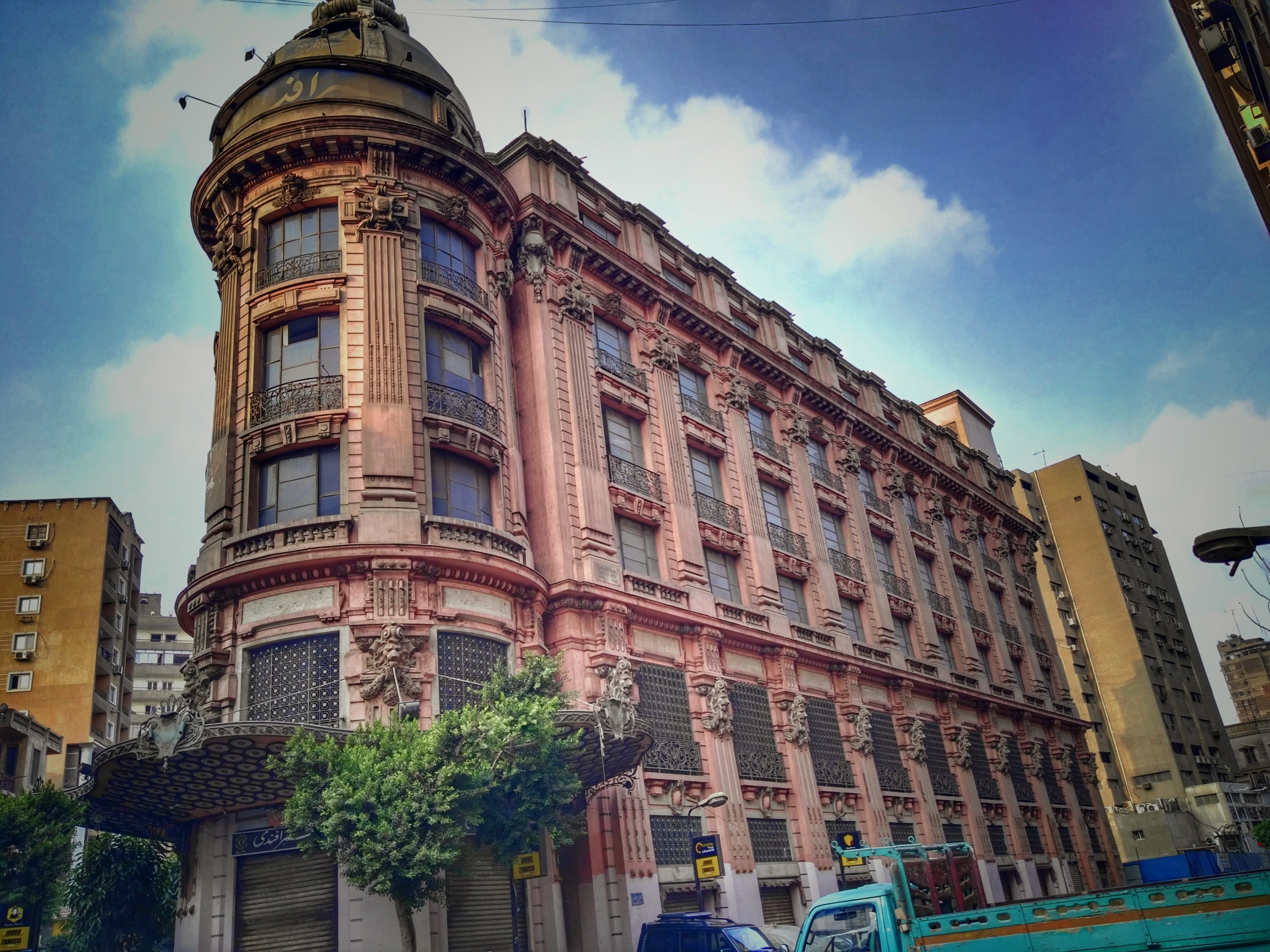
المقر الرئيسي بمدينة القاهرة
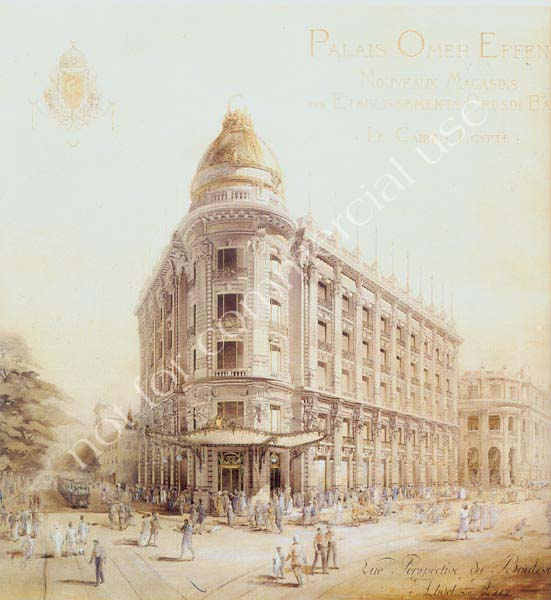
المقر الرئيسي لأورزدي باك سنة 1876
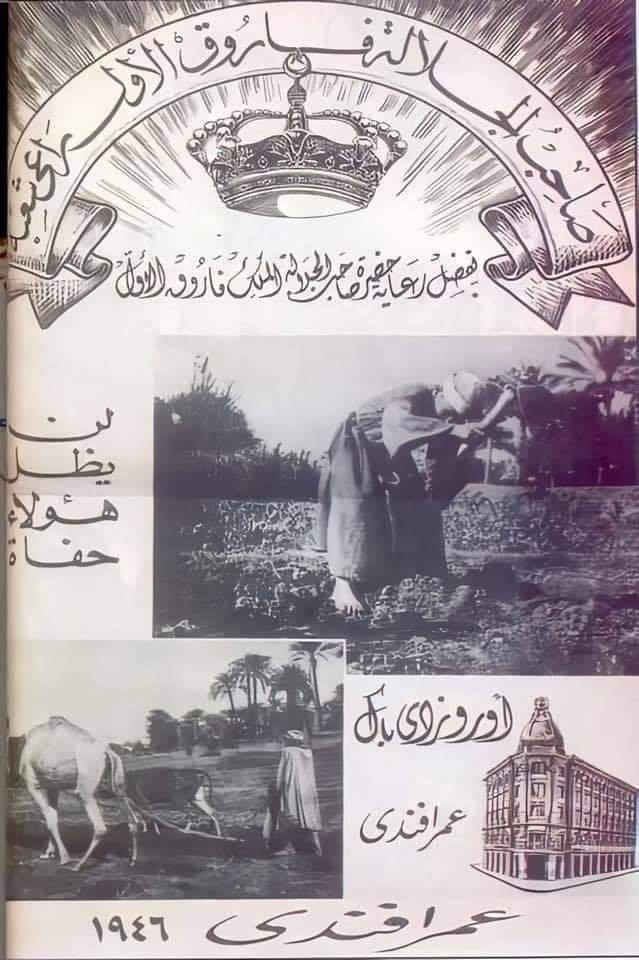
إعلان عمر أفندي سنة 1946
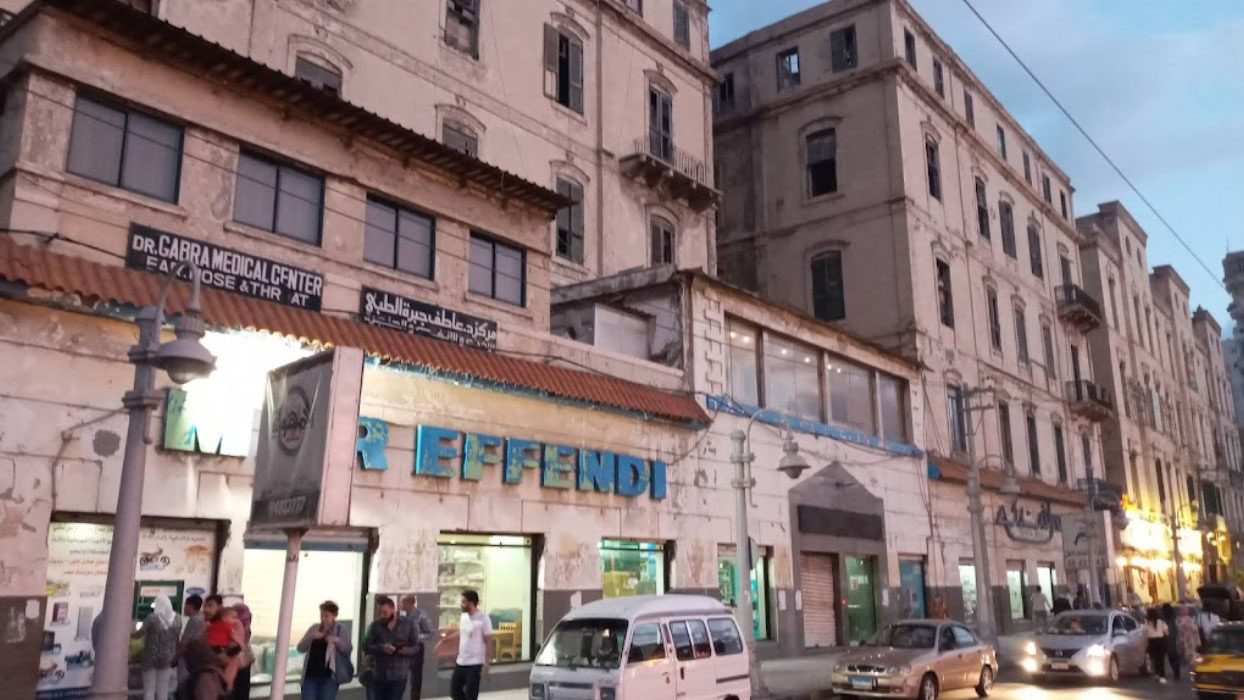
فرع محطة الرمل بالإسكندرية
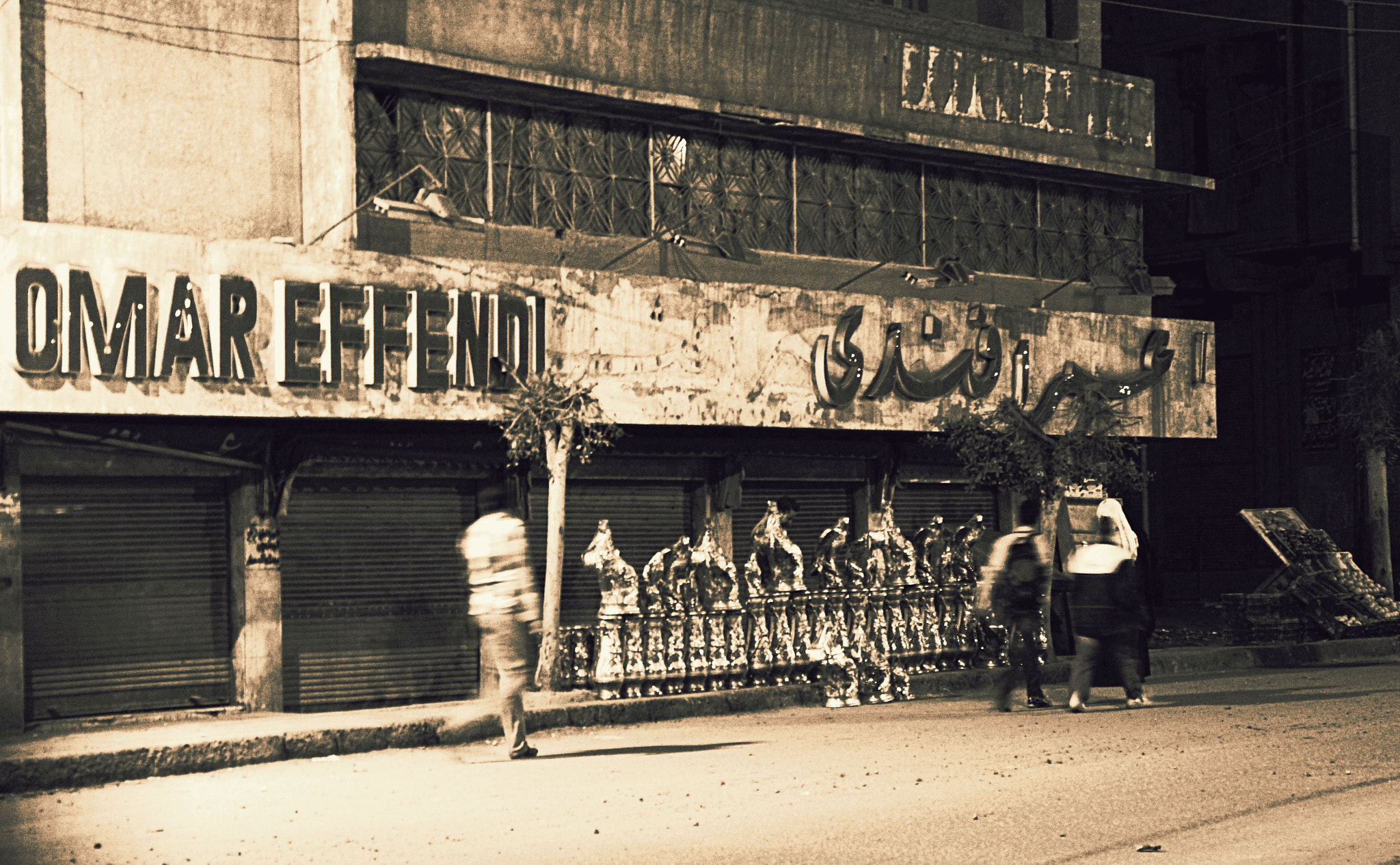
فرع المنصورة
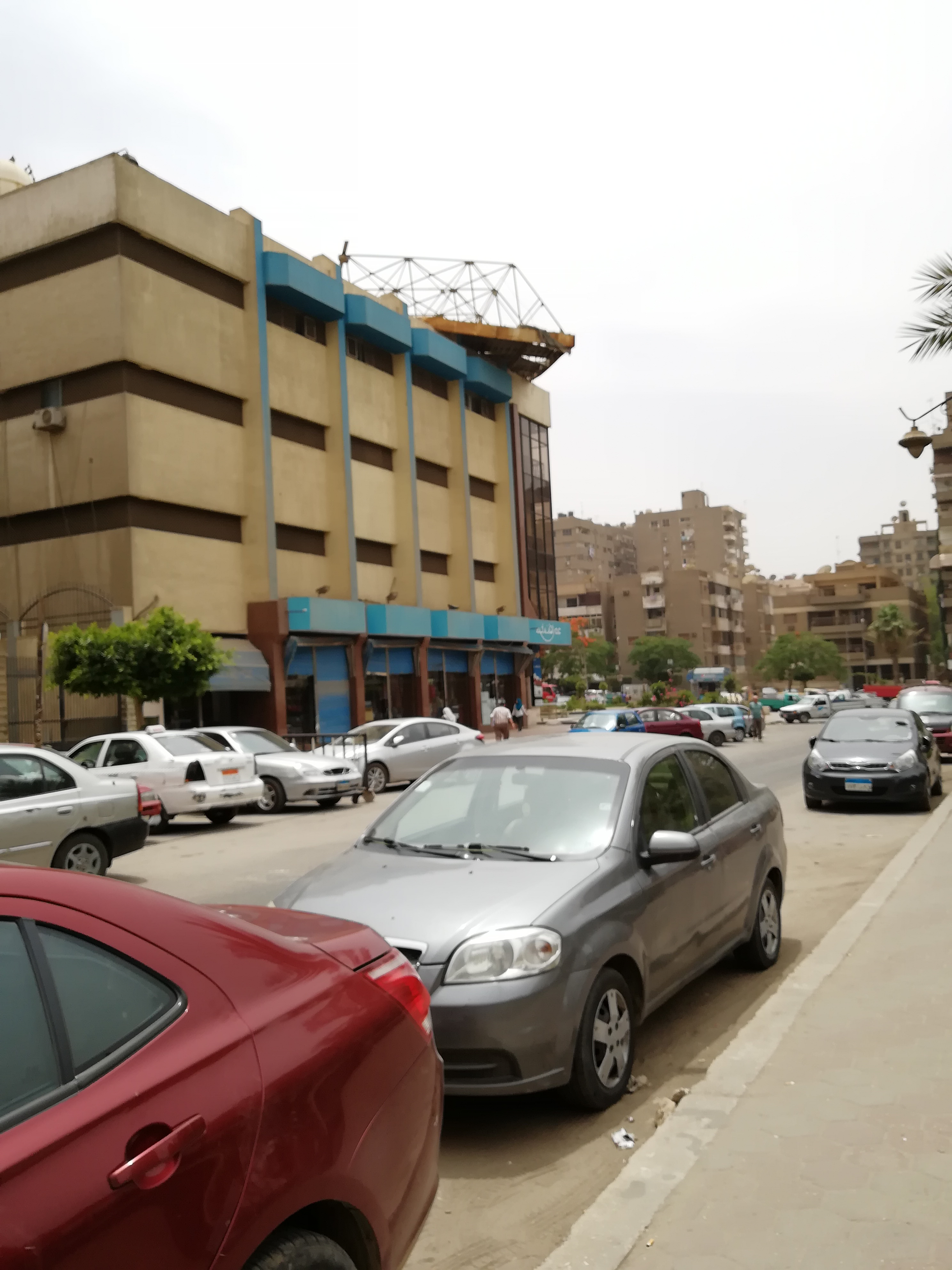
فرع مكرم عبيد بالقاهرة
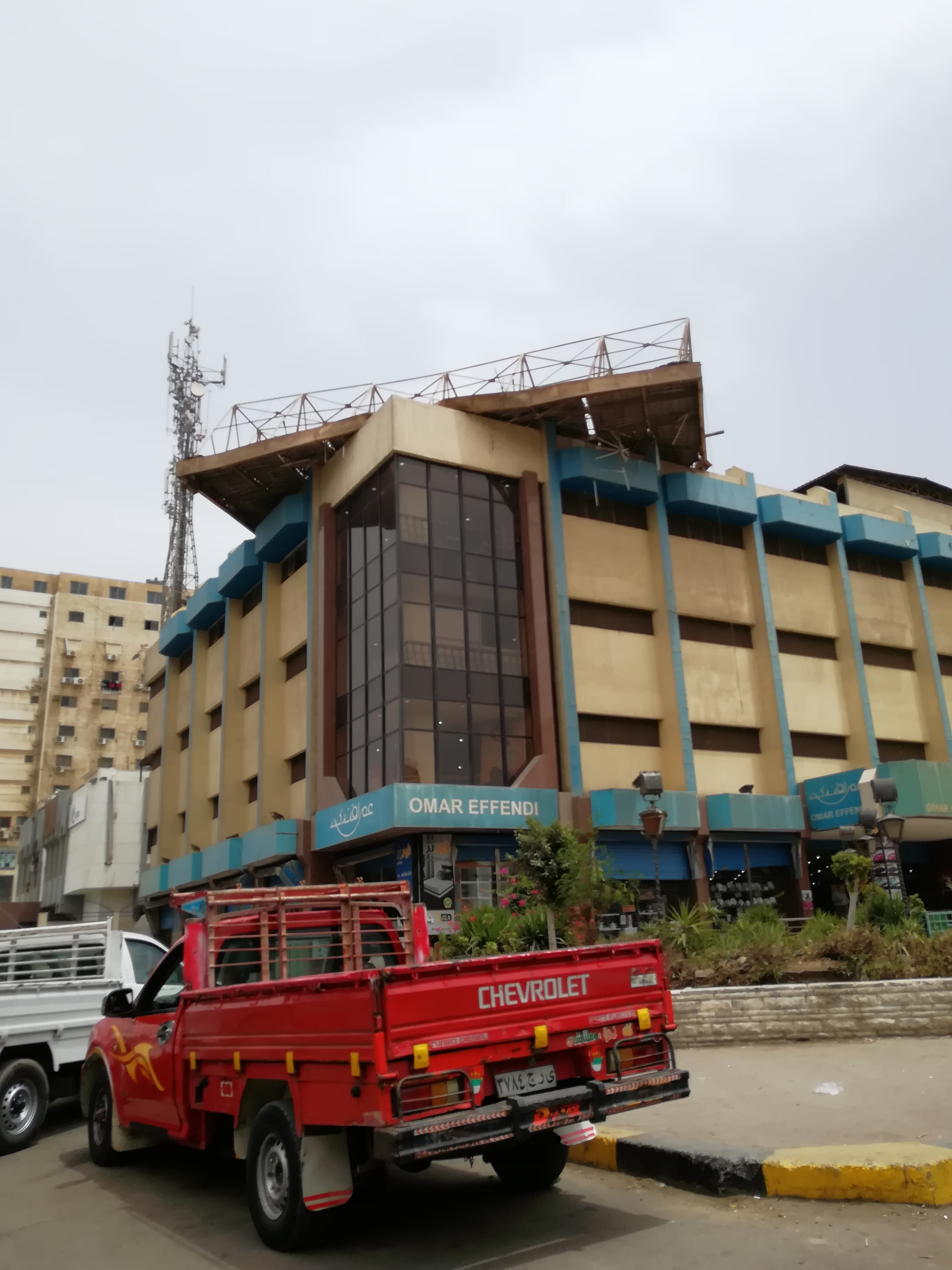
فرع مكرم عبيد بالقاهرة
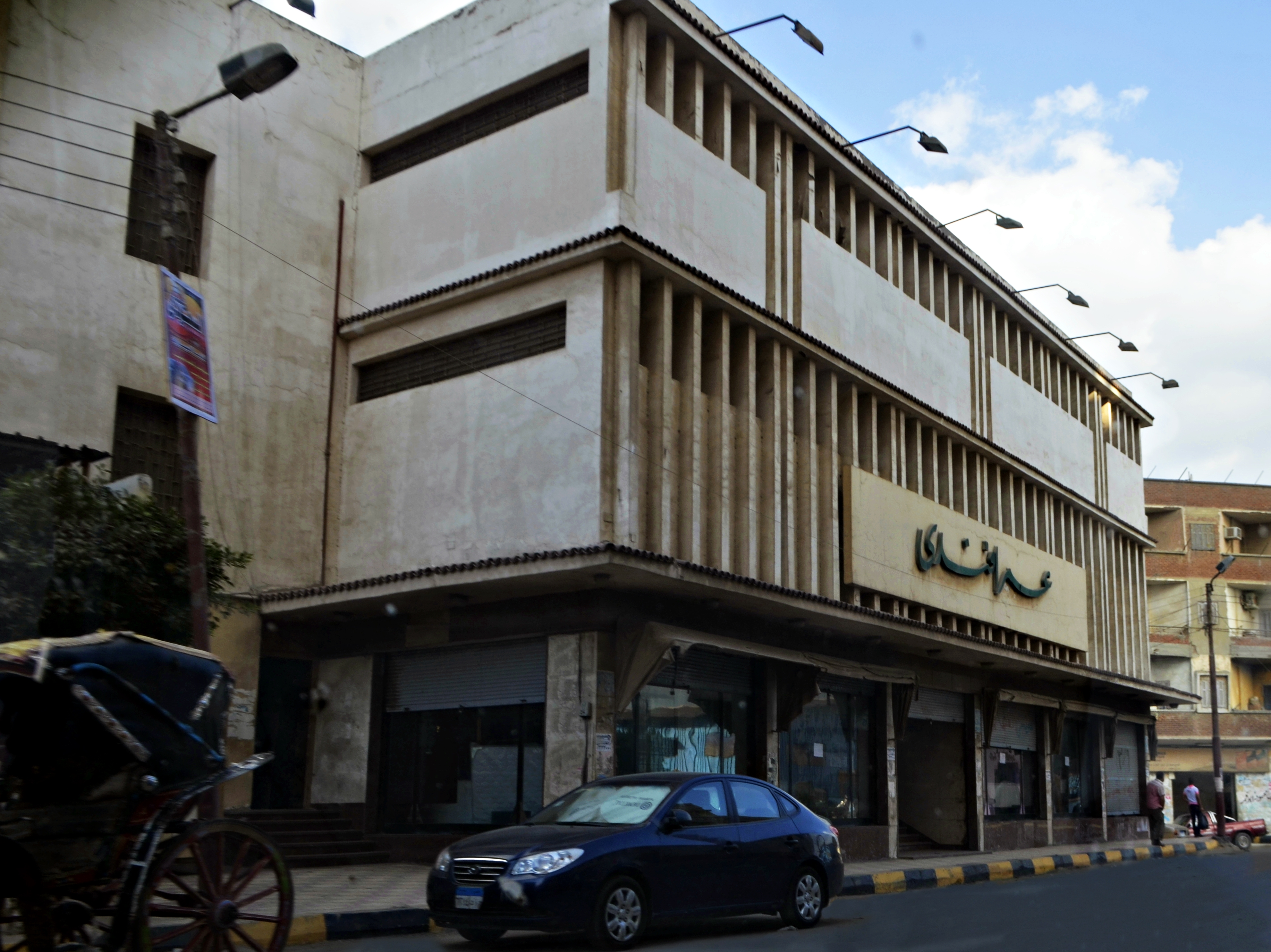
فرع دسوق

## وصلات خارجية
- الموقع الرسمي